# Joaquim Sarmento
Joaquim Sebastião Sarmento da Fonseca Almeida (Penajóia, 17 de Janeiro de 1952) é um político, escritor, ensaísta e cronista português.

## Biografia

### Infância
Joaquim Sarmento viveu a sua infância em Penajóia no concelho de Lamego. Aos dez anos frequentou um seminário na Régua e mais tarde em Braga frequentou o Colégio Dom Diogo de Sousa e terminou o Ensino Secundário em Lamego, para onde voltou mais tarde.

### Percurso profissional
Em 1970 Joaquim Sarmento ingressou na Faculdade de Direito da Universidade de Lisboa e foi viver para Oeiras. Em plena época de grandes conturbações políticas, assistiu e participou em várias manifestações de estudantes e aderiu ao Partido Comunista, partido com o qual cindiu anos mais tarde.
Exerceu como advogado na cidade de Lamego e em 1986 aderiu ao Partido Socialista, que o levou a exercer cargos como deputado da Assembleia da República.
Da sua actividade profissional, Joaquim Sarmento exerceu como advogado na cidade de Lamego a partir de 1986, ano em que aderiu ao Partido Socialista, partido com o qual teve uma profunda articulação tanto como militante, como dirigente, incluindo o cargo de deputado da Assembleia da República.
Foi por isso, uma figura de destaque do partido e isso tornou-o numa pessoa respeitada e reconhecida na região do Douro e na cidade de Lamego.

### Percurso literário
Ao longo da sua evolução como estudante e da construção dos seus ideais políticos, Joaquim Sarmento foi desenvolvendo um grande entusiasmo pela escrita e pela arte em geral. Jean Paul Sartre é uma das suas maiores influências, assim como Thomas Mann e principalmente Marcel Proust, considerando a obra Em Busca do Tempo Perdido o grande impulsionador que despertou o interesse especial pelo escritor francês.
Virgílio Ferreira foi outra das suas grandes inspirações, tendo desenvolvido uma grande admiração pela escritor.
A sua área de escrita engloba crónicas, texto dramático e escrita romanesca.

## Publicações
- Fragmentos, 1999[1]
- Fragmentos e Paixões
- A memória e o tempo e as Folhas de Limoeiro
- O Crime de Cerejeiro, 2008
- A Revolução de António e Oriana, 2009